# Gelson Martins
Gelson Dany Batalha Martins (* 11. Mai 1995 in Praia, Kap Verde) ist ein portugiesischer Fußballspieler, der seit Anfang Januar 2024 bei Olympiakos Piräus unter Vertrag steht.

## Karriere

### Im Verein

#### Sporting Lissabon
Gelson Martins wurde in Praia, der Hauptstadt von Kap Verde, geboren und siedelte in der Kindheit nach Portugal über. Er spielte als Jugendlicher für CF Benfica und Sporting Lissabon. Im Jahr 2014 unterschrieb er bei Sporting einen Fünfjahresvertrag und wurde in die B-Mannschaft aufgenommen, für welche er am 24. August 2014 als Einwechselspieler in der Segunda Liga debütierte. Im Sommer 2015 wurde er von Trainer Jorge Jesus in den A-Kader befördert. Daraufhin bestritt er am 9. August 2015 beim 1:0-Sieg nach Verlängerung im Supercup gegen Benfica Lissabon sein erstes Spiel für die Profimannschaft. Fünf Tage später gab er sein Debüt in der Primeira Liga. Nachdem Sporting Lissabon im Mai 2018 die Qualifikation für die Champions League verpasst hatte, wurde das Trainingsgelände und die Umkleidekabine des Klubs von gewalttätigen Anhängern gestürmt. Sein Teamkollege Bas Dost erlitt eine Kopfverletzung. Daraufhin kündigte Martins – neben Trainer Jorge Jesus, Bruno Fernandes, William Carvalho, Rui Patrício, Daniel Podence und Bas Dost – seinen Vertrag zum Saisonende, da „gültige Motive“ für eine einseitige Vertragsauflösung vorlägen.

#### Über Madrid nach Monaco
Zur Saison 2018/19 schloss sich Martins dem spanischen Erstligisten Atlético Madrid an. Er unterschrieb einen Vertrag mit einer Laufzeit bis zum 30. Juni 2023. Dort konnte er sich unter Diego Simeone allerdings nicht durchsetzen und absolvierte bis Ende Januar 2019 lediglich acht Ligaspiele (einmal in der Startelf).
Ende Januar 2019 wechselte Martins zunächst bis zum Saisonende auf Leihbasis in die französische Ligue 1 zur abstiegsbedrohten AS Monaco. Unter den Cheftrainern Thierry Henry und dessen Nachfolger Leonardo Jardim etablierte er sich als Stammspieler und steuerte in 16 Ligaeinsätzen (alle in der Startelf) vier Tore zum Klassenerhalt bei. Zur Saison 2019/20 erwarb die AS Monaco schließlich die Transferrechte an Martins, der einen neuen Vertrag mit einer Laufzeit bis zum 30. Juni 2024 unterschrieb.
Im Januar 2024 wechselte er nach Griechenland zu Olympiakos Piräus.

### In der Nationalmannschaft
Gelson Martins bestritt über 40 Länderspiele für Portugals Nachwuchsnationalteams. Er nahm an der U19-EM 2014 und an der U20-WM 2015 teil. Im Oktober 2016 stand er im Rahmen zweier WM-Qualifikationsspiele unter Nationaltrainer Fernando Santos erstmals im Kader der A-Nationalmannschaft.

## Erfolge
Nationalmannschaft
- UEFA-Nations-League-Sieger: 2019

Verein
- Portugiesischer Ligapokalsieger: 2018
- Portugiesischer Supercupsieger: 2015